# Hell Boulevard

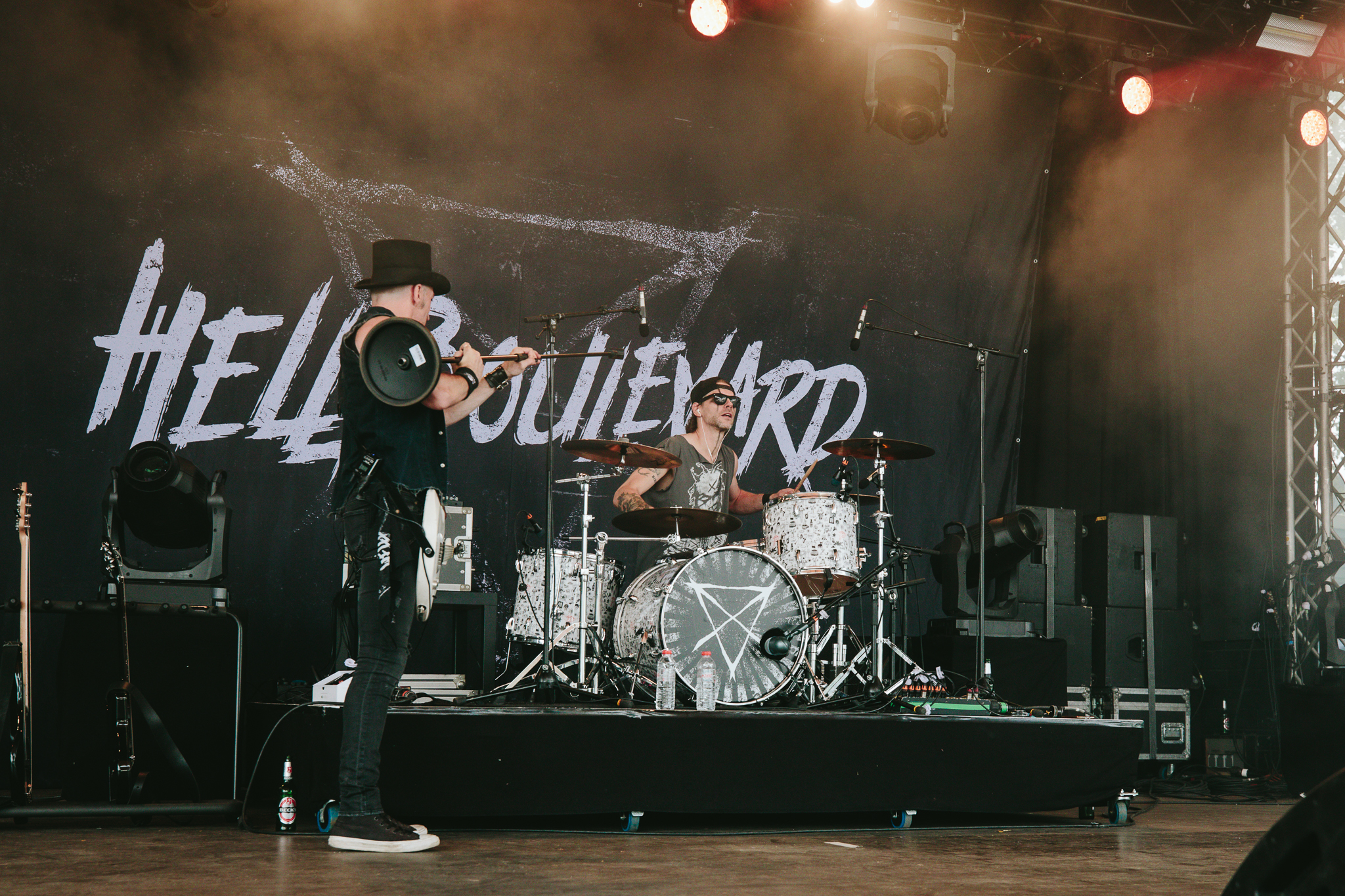
Hell Boulevard beim Amphi Festival 2019

Hell Boulevard ist eine schweizerische Dark-Rock-Band.

## Bandgeschichte
Hell Boulevard wurde 2014 um den Italiener Matteo vDiva Fabbiani gegründet. Die Band ging aus den Resten von Lost Area hervor, bei denen neben Fabbiani auch Gitarrist Von Marengo spielte. Dazu kamen Dee Dammers (ex-The Treatment) am Bass und A.ve als Schlagzeuger. Die ersten beiden Singles Hangover from Hell und 5678 (FuckSexHeavenHate) erschienen bereits im Gründungsjahr. Im Oktober 2016 erschien das Debütalbum Inferno über das Label Thexoomo. Auf dem Album spielten Gared Dirge und Chris Harms von Lord of the Lost Schlagzeug beziehungsweise Bass ein. Es folgte eine Support-Tour für Darkhaus und Unzucht.
2018 folgte das zweite Album In Black We Trust über das Label NoCut Entertainment, auf dem abermals Harms und Dirge mitwirkten. Im Anschluss trennte sich die Band von Dee Dammers und nahm Raul Sanchez (ex-Eyes Shut Tight) in die Band auf. Auch A.ve verliess die Gruppe und wurde durch Jan Hangman ersetzt. Die Band tourte im Anschluss mit Mono Inc.
Anfang 2020 sollte das dritte Album Not Sorry folgen. Sowohl die Veröffentlichung als auch die Tour wurden jedoch wegen der weltweiten COVID-19-Pandemie verschoben. Als zweite Single erschien eine Koproduktion mit Faderhead. Das Album erschien schließlich am 18. September 2020 und erreichte Platz 93 der deutschen Albencharts.

## Musikstil
Hell Boulevard spielen Dark Rock mit klarem, etwas kratzigen Gesang, der an ähnliche Bands wie Lord of the Lost und The 69 Eyes erinnert. Die Lieder pendeln zwischen Hard Rock und eher ruhigeren Klavierpassagen sowie elektronischen Elementen.

## Diskografie
Alben
- 2016: Inferno (Thexoomo)
- 2018: In Black We Trust (NoCut Entertainment)
- 2020: Not Sorry  (NoCut Entertainment)

Singles
- 2014: 5678 (FuckSexHeavenHate)
- 2014: Hangover from Hell
- 2018: Satan in Wonderland
- 2018: Dead Valentine
- 2018: In Black We Trust
- 2020: Not Sorry
- 2020: Death to the Future (feat. Faderhead)
- 2020: Speak of the Devil